# توماس روبينسن
توماس روبينسن (بالإنجليزية: Thomas Robinson, 2nd Baron Grantham)‏ (و. 1738 – 1786 م) هو دبلوماسي، وسياسي من مملكة بريطانيا العظمى، ولد في فيينا، كان عضوًا في حزب الأحرار البريطاني، توفي في لندن، عن عمر يناهز 48 عاماً.

## مناصب
تولى منصب وزير الدولة للشؤون الخارجية وشؤون الكومنولث ‏ (13 يوليو 1782–2 أبريل 1783)
- رئيس مجلس التجارة  [لغات أخرى]‏ (9 ديسمبر 1780–11 يوليو 1782)
- عضو مجلس الشعب في برلمان بريطانيا العظمى
- سفير

.

## التعليم
تعلم في كلية المسيح في جامعة كامبريدج ‏، وتعلم في مدرسة وستمنستر
.